# Bergerette
Bergerette là một hình thức bài hát mộc mạc sớm của Pháp. Các Bergerette được phát triển bởi nhà soạn nhạc Burgundian là một virelai với một khổ thơ duy nhất.